# Sorex pacificus
Musaraigne du Pacifique
Espèce
Synonymes
- Sorex (Otisorex) pacificus Coues, 1877[1]

Répartition géographique
Statut de conservation UICN

 LC  : Préoccupation mineure
Sorex pacificus, communément appelé Musaraigne du Pacifique, est une espèce de mammifères de la famille des Soricidés.

## Liste des sous-espèces
Selon Catalogue of Life (4 août 2020) :
- sous-espèce Sorex pacificus cascadensis Carraway, 1990
- sous-espèce Sorex pacificus pacificus Coues, 1877